# 雷鎮區 (印第安納州富蘭克林縣)
雷鎮區（英語：Ray Township）是位於美國印地安納州富蘭克林縣的一個行政鎮區。

## 地方資料
根據2010年美國人口普查的數據，雷鎮區的面積為102.80平方千米，當中陸地面積為102.50平方千米，而水域面積為0.20平方千米。當地共有人口4021人，而人口密度為每平方千米39.11人。